# Draft
Draft (ang. zaciąg, pobór) – w sporcie sposób wybierania nowych graczy do lig zawodowych, najczęściej spośród młodych zawodników, rozpoczynających karierę profesjonalną. Ma na celu – przynajmniej teoretycznie – wyrównanie poziomu drużyn w obrębie ligi. Popularny przede wszystkim w Stanach Zjednoczonych.
Standardowy draft polega na tym, że z puli zawodników zgłoszonych do naboru (zwykle dużo większej niż miejsc w drafcie), drużyny po kolei wybierają jednego. Gdy wszystkie ekipy dokonają wyboru, następuje kolejna runda, aż do osiągnięcia maksymalnej liczby rund przewidzianej w regulaminie konkretnego draftu. Przykładowo, w lidze NBA odbywają się 2 rundy (60 graczy), ale w MLB jest ich 40.
Kolejność wyboru ustalana jest najczęściej na podstawie wyników w poprzednim sezonie, a jako pierwsze wybierają najsłabsze ekipy. Po zakończeniu zaciągu kluby mają określony czas na podpisanie kontraktów z zawodnikami. Jeśli tego nie uczynią, tracą do nich prawa (zazwyczaj po roku). Pierwszeństwo w pozyskaniu zawodnika obowiązuje tylko wewnątrz ligi, czyli koszykarz wybrany w drafcie NBA może bez przeszkód podpisać kontrakt np. z drużyną Euroligi.
Draft odbywa się raz do roku, przed nową edycją rozgrywek, ale bywają drafty w trakcie sezonu (MLB).

## Draft w ligach zawodowych

### Stany Zjednoczone/Ameryka Północna
- CFL Draft – rozgrywki Canadian Football League (CFL), futbol kanadyjski
- NBA Draft – rozgrywki National Basketball Association (NBA), koszykówka
- NLL Draft – rozgrywki National Lacrosse League (NLL), lacrosse
- NFL Draft – rozgrywki National Football League (NFL), futbol amerykański
- NHL Draft – rozgrywki National Hockey League (NHL), hokej na lodzie
- MLB Draft – rozgrywki Major League Baseball (MLB), baseball
- MLS draft – rozgrywki Major League Soccer (MLS), piłka nożna
- WNBA Draft – rozgrywki Women’s National Basketball Association (WNBA), koszykówka kobiet
- WWE Draft – rozgrywki World Wrestling Entertainment (WWE), wrestling

### Australia
- AFL Draft – rozgrywki Australian Football League (AFL), futbol australijski

### Rosja
- KHL Junior Draft – rozgrywki Kontinientalnaja Chokkiejnaja Liga (KHL), hokej na lodzie